# Здание Тифлисского коммерческого банка (Баку)
Здание Тифлисского коммерческого банка (азерб. Tiflis kommersiya bankının binası) — здание на улице Тарлана Алиярбекова в Сабаильском районе города Баку. В здании размещалось бакинское отделение Тифлисского коммерческого банка. Распоряжением Кабинета министров Азербайджанской Республики от 2 августа 2001 года здание банка было взято под охрану государства как архитектурный памятник истории и культуры местного значения (инв № 3360).

## История
Бакинское отделение Тифлисского коммерческого банка открылось в 1886 году, а в собственное здание на углу улиц Тарлана Алиярбекова (тогда ул. Милютинской) и Абдулкерима Ализаде (тогда ул. Барятинской) банк переехал только в 1905 году.

## Описание
Здание, построенное гражданскими архитекторами А.Н. Кальгиным и Г.М. Термикеловым, является ярким примером бакинского модерна. Здание занимает угловое положение, обладает выразительным силуэтом и завершается гранённым башнеобразным объёмом. Угловая часть является архитектурным и планировочным центром композиции здания. Модернистский рисунок деталей кронштейнов балкона, фриза, тимпанов арок и других элементов выполнен в лучших традициях резьбы по камню ширвано-апшеронской школы.

## Галерея

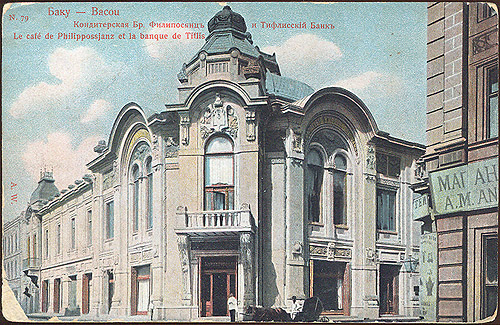
Здание в начале XX века
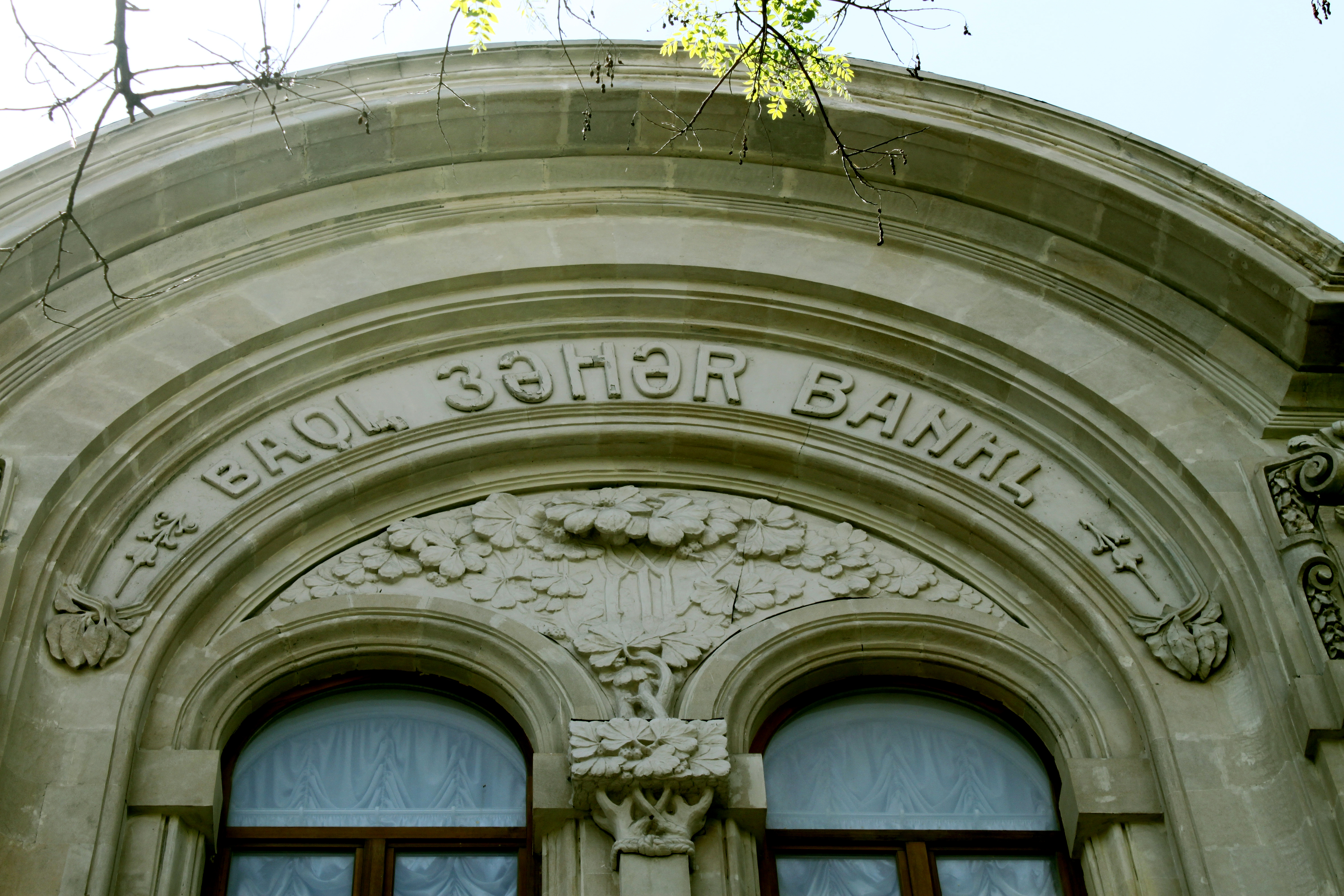
Надпись на фасаде здания
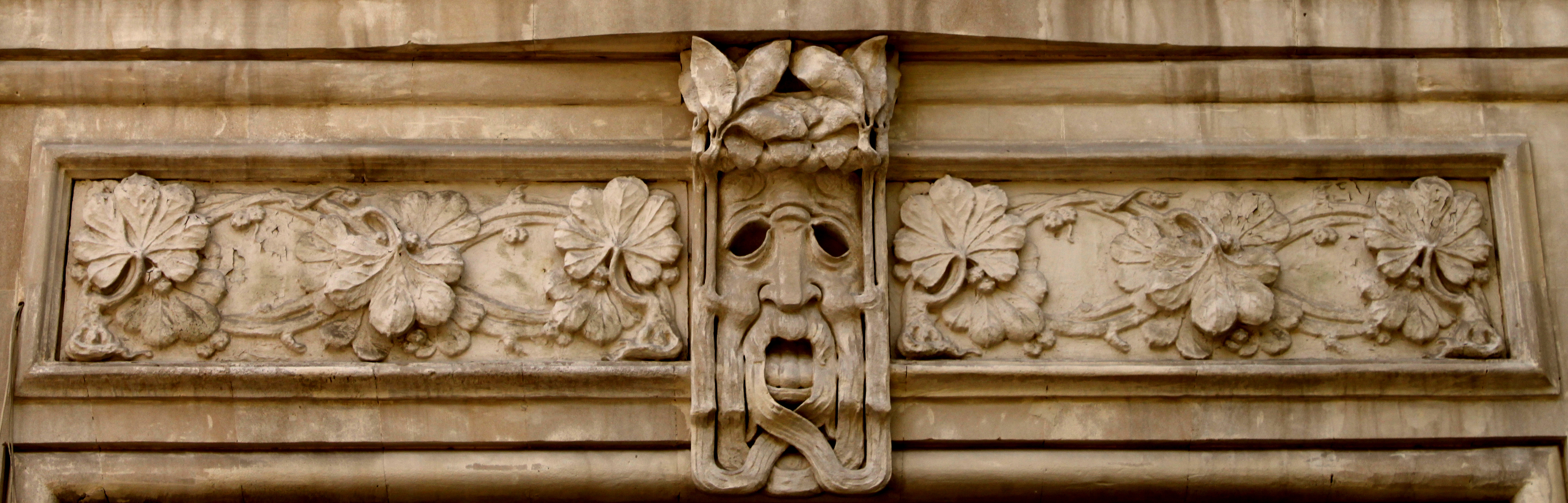
Декоративные элементы на фасаде